# 恋するリベラーチェ
『恋するリベラーチェ』（Behind the Candelabra）は、スティーヴン・ソダーバーグ監督による2013年のアメリカ合衆国のドラマ映画である。1950年代から1980年代にかけて世界的に人気を博したアメリカ人ピアニストのリベラーチェの最後の10年間を描いた伝記であり、元恋人のスコット・ソーソンの回想録『Behind the Candelabra: My Life With Liberace』（1988年）を原作としている。2013年5月21日にカンヌ国際映画祭でプレミア上映され、パルム・ドールを競った。アメリカ合衆国では2013年5月26日にHBOにテレビ放送、イギリスでは6月7日に劇場公開された。
プロモーションの際、ソダーバーグは本作を最後に当分のあいだ監督職を休業する予定であることを明かした。また2012年8月6日に亡くなったマーヴィン・ハムリッシュが最後に映画音楽を手がけた作品である。

## キャスト
- マイケル・ダグラス - リベラーチェ
- マット・デイモン - スコット・ソーソン（英語版）
- ダン・エイクロイド - シーモア・ヘラー（英語版）
- ロブ・ロウ
- デビー・レイノルズ
- スコット・バクラ
- トム・パパ（英語版）
- ニッキー・カット
- シャイアン・ジャクソン
- ポール・ライザー
- ボイド・ホルブルック
- オースティン・ストウェル
- デヴィッド・ケックナー

## 製作
監督のスティーヴン・ソダーバーグは『トラフィック』（2000年）の製作中にマイケル・ダグラスに初めてリベラーチェの映画のアイデアを話した。2008年、ソダーバーグはスコット・ソーソンの回想録『Behind the Candelabra: My Life With Liberace』を基としたアイデアを脚本家のリチャード・ラグラヴェネーズに話した。同年9月、プロジェクトは公式に発表され、マット・デイモンがソーソン役で契約し、またダグラスがリベラーチェ役に交渉された。
翌年、ダグラスは正式に契約を交わした。それから数年にわたってソダーバーグは企画を進めるが、ハリウッドのスタジオ側の「あまりにも同性愛的」であるという理由から資金調達は難航した。この長い企画段階の間、ダグラスとデイモンは出演降板をすることはなかった。最終的にHBOフィルムズが引き受け、2012年に2300万ドルの予算で約30日間の撮影が行われた。

## 評価

### 批評家の反応
Rotten Tomatoesでは92件のレビューで支持率は95%、平均点は10点満点中8.2点となっている。Metacriticでは30件のレビューで加重平均値は82/100となっている。
『ガーディアン』のピーター・ブラッドショーは5つ星のうち4つを与え、「ブラックコメディーとしても、セレブの孤独を描いたドラマにしてもとても良い出来だ。マイケル・ダグラスとマット・デイモンの演技も申し分ない。」と評した。
一方、『ワシントン・ポスト』のハンク・スチュエヴァーは「物語がやたら憂鬱な感じを与えるが、中身はない。」と批判した。

### 受賞とノミネート
第66回カンヌ国際映画祭ではベビー・ボーイ（リベラーチェが飼っていたペットのプードル）がパルム・ドッグ賞を獲得した。プライムタイム・エミー賞には作品賞 (ミニシリーズ/テレビ映画部門)を含む15部門にノミネートされ、作品賞、監督賞、主演男優賞(マイケル・ダグラス)を含む11部門において受賞を果たした。
また、2013年のハリウッド映画祭において、本作の製作総指揮を務めたジェリー・ワイントローブがレジェンド賞を受賞した。
さらに、堺市出身の矢田弘がエミー賞の特殊メーキャップ賞を受賞した。